# Ruwe smeerwortel
De ruwe smeerwortel (Symphytum asperum) is een vaste plant, die behoort tot de ruwbladigenfamilie (Boraginaceae). De plant komt van nature voor in Iran en in de Kaukasus. De soort is in in Nederland sporadisch te vinden in Zuid-Limburg.
De plant wordt 50-160 cm hoog. De 5-30 cm lange bladeren zijn spaarzaam behaard met korte borstelige haren. De bovenste stengelbladeren hebben een korte steel.
De ruwe smeerwortel bloeit van juni tot september met bloemen, die in het begin roze zijn en later verkleuren naar helderblauw. De kroonbuis is 1-1,5 cm lang. De meeste haren op de kelk hebben een brede witachtige basis. Daarnaast komen enkele fijnere en kortere haren voor. De bloeiwijze is een hangende tros.
De 3-4 × 2-2,5 mm grote vrucht is een vierdelige splitvrucht, die glimmend bruin tot zwartbruin is gekleurd. Op de deelvrucht zit een mierenbroodje.
De plant komt voor op open, voedselrijke grond.

## Namen in andere talen
- Duits: Rauer Beinwell, Kaukasus-Comfrey
- Engels: Prickly comfrey, Rough comfrey
- Frans: Consoude rude

... · 
S. asperum (Ruwe smeerwortel) · 
S. officinale (Gewone smeerwortel) · 
S. tuberosum (Knolsmeerwortel) · 
S. ×uplandicum (Bastaardsmeerwortel) · 
...